# Characidium japuhybense
Characidium japuhybense és una espècie de peix de la família dels crenúquids i de l'ordre dels caraciformes.

## Morfologia
- Els mascles poden assolir 5,5 cm de llargària total.[6]

## Hàbitat
Viu en zones de clima tropical.

## Distribució geogràfica
Es troba a Sud-amèrica: rius costaners del sud-est del Brasil entre Ilha Grande i la conca de Ribeira de Iguape.